# Eumantispa bouchardi
Eumantispa bouchardi is een insect uit de familie van de Mantispidae, die tot de orde netvleugeligen (Neuroptera) behoort. 
Eumantispa bouchardi is voor het eerst wetenschappelijk beschreven door Navás in 1909.